# Муше, Младен
.
Младен Муше (хорв. Mladen Muše; род. 20 января 1963, Бьеловар) — хорватский шахматист, гроссмейстер (2001). Изначально играл за Германию, с 2006 года выступает под флагом Хорватии.
Первого успеха добился в 1982 году, завоевав бронзовую медаль на чемпионате ФРГ среди юниоров до 20 лет.
Трижды чемпион Берлина по шахматам (1985, 1987, 1989). Неоднократный финалист чемпионата Германии по шахматам, лучшего результата добился в 1991 году, заняв 4 место (после В. Горта, Й. Хикля и В. Ульмана).
Чемпион Германии по блицу (1999).
В составе команды «SV Empor Berlin» двукратный участник Кубков Европейских клубов.
Наивысшего рейтинга достиг 1 июля 2000 года, с отметкой 2510 пунктов делил 27-28 позицию в рейтинг-листе немецких шахматистов.

## Изменения рейтинга
| Графики недоступны из-за технических проблем. См. информацию на Фабрикаторе и на mediawiki.org. |